# کوهی کیتاگاوا
کوهی کیتاگاوا (انگلیسی: Kohei Kitagawa؛ زادهٔ ۲۹ آوریل ۱۹۹۵) بازیکن فوتبال اهل ژاپن است.